# ヤーコプ・タウベス
ヤーコプ・タウベス（Jacob Taubes, 1923年2月25日 - 1987年3月21日）は、ユダヤ系の宗教哲学者・哲学者・ユダヤ学者。

## 生涯
ウィーンにラビの旧家の息子として生まれる。1936年に家族と共にチューリヒに移転し、そこで父親は上級ラビに任じられている。1943年には独学でラビ教育を修了、続いてバーゼル大学及びチューリヒ大学で哲学と歴史を学び、1947年に「西洋に於ける終末論」についての論文でチューリヒ大にて学位を取得した。1949年からはニューヨークのユダヤ神学セミナーで講師として宗教哲学を講じ、ゲルショム・ショーレムの招聘に応じて1951年から1953年にかけてエルサレムのヘブライ大学で宗教哲学の研究助手・講師として活動した。その後、ロックフェラー奨学生として2年間ハーヴァード大学に在籍し、さらに客員教授の地位でプリンストン大学で教えた。1956年にコロンビア大学で宗教哲学の教授を拝命し、1966年から死去するまでベルリン自由大学にてユダヤ学及び解釈学の正教授。1970年代末にはパリ人間科学館での永続的な客員講師職を引き受けてもいる。
タウベスは最初の結婚ではスーザン・タウベスと、二度目の結婚ではマルゲリータ・フォン・ブレンターノと結婚した。スーザン･タウベスは、結婚と自らの生活についてのモデル小説"Divorcing"『離婚』（1969年、後に"Scheiden tut weh"『別れは痛い』としてドイツ語に翻訳された）を著しており、その後に死去している。遺稿から発見され、2005年に公表された1981年の書簡では、タウベスが作家インゲボルク・バッハマンと長らく関係を持っていたことが明らかにされた。双極性障害を患っていたためタウベスは頻繁に入院生活を余儀なくされた。

## 哲学
タウベスは「生来のユダヤ人」にして「パウロの徒」、即ち「ユダヤ人キリスト教徒」であると自己規定していた。タウベスに特徴的なのは、論争の緊張の中に置かれた思考、つまりアンチノミーである。タウベスは、歴史の終末が新たな政治的実践の可能性を開示するという黙示録的確信に於いて、カール・シュミットと出会った。タウベスにとってイスラエルは「革命の地」であり、また「世界史の不穏な要素」であって、この要素があって初めて実際に歴史の概念が創造された、というのである。タウベスはニーチェやマックス・ヴェーバーと同様に、西洋の終末論の公理上の起源というイスラエルの世界史的意味を強調している。シュミットとは逆に、タウベスはこの世の救済の遠近法を維持しようと欲し、「現世的」と「精神的」の絶対的に不可欠な区別なくしては我々は支配者と権力（暴力）のもとに引き渡されてしまう、と述べている。支配者や権力は、「一元論的な宇宙に於いては如何なる此岸をも知ることはない」（カール･シュミット宛の書簡より）からである。

## 影響
タウベスはジョルジョ・アガンベンやスーザン・ソンタグ、ペーター・スローターダイクなど多くの現代の思想家に影響を与えた。

## 著作
- (Hg.) Der Fürst dieser Welt, Carl Schmitt und die Folgen, München 1983
- Ad Carl Schmitt. Gegenstrebige Fügung. Berlin 1987 ISBN 3-88396-054-3
- Abendländische Eschatologie. Bern 1947 (zuletzt München 1991, ISBN 3-88221-256-X, italienische Ausgabe 1997, ungarische 2004)
- Vom Kult zur Kultur. Baustein zu einer Kritik der historischen Vernunft; gesammelte Aufsätze zur Religions- und Geistesgeschichte / Jacob Taubes Hg. von Aleida und Jan Assmann, München 1996, ISBN 3-7705-3027-6
- Die politische Theologie des Paulus. Vorträge gehalten an der Forschungsstätte der evangelischen Studiengemeinschaft in Heidelberg, 23.-27. Februar 1987 Hrsg. von Aleida und Jan Assmann..... 3. Auflage, München 2003, ISBN 3-7705-2844-1 (englische Ausgabe: Stanford 2004 ISBN 0-8047-3344-9).
- 「カール・シュミット－反革命の黙示録を書く男－」（杉橋陽一訳、『批評空間　第2期2号』太田出版、1994年）